# Giro de l'Emília femení
El Giro de l'Emília femení és una cursa ciclista femenina, d'un sol dia, que es disputa anualment a la regió de l'Emília-Romanya, a Itàlia. És disputa el mateix dia que la seva homònima masculina.

## Palmarès
| Any  | Vencedora                          | Segona                   | Tercera               |
| ---- | ---------------------------------- | ------------------------ | --------------------- |
| 2014 | Rossella Ratto                     | Edwige Pitel             | Giorgia Bronzini      |
| 2015 | Elisa Longo Borghini               | Ashleigh Moolman         | Amber Neben           |
| 2016 | Elisa Longo Borghini               | Ashleigh Moolman         | Alena Amialiússik     |
| 2017 | Tatiana Guderzo                    | Rasa Leleivytė           | Rossella Ratto        |
| 2018 | Rasa Leleivytė                     | Arlenis Sierra Cañadilla | Cecilie Uttrup Ludwig |
| 2019 | Demi Vollering                     | Elisa Longo Borghini     | Nikola Nosková        |
| 2020 | Cecilie Uttrup Ludwig              | Rasa Leleivytė           | Pauliena Rooijakkers  |
| 2021 | Margarita Victoria García Cañellas | Arlenis Sierra Cañadilla | Rachel Neylan         |
| 2022 | Elisa Longo Borghini               | Veronica Ewers           | Sofia Bertizzolo      |
| 2023 | Cecilie Uttrup Ludwig              | Marta Cavalli            | Juliette Labous       |
| 2024 | Elisa Longo Borghini               | Évita Muzic              | Juliette Labous       |
| 2025 |                                    |                          |                       |